# Hannah Stockbauer
Hannah Stockbauer (Neurenberg, 7 januari 1982) is een Duits internationaal topzwemster, wier specialiteit de vrije slag is. Deze pupil van zwemclub SSG Erlangen geldt in eigen land als de opvolgster van Franziska van Almsick. Ze is een specialiste op middellange afstanden. Ze studeert geografie.
Haar grote doorbraak beleefde Stockbauer in 2001, toen ze bij de wereldkampioenschappen langebaan (50 meter) in Fukuoka de 800 en 1500 meter vrije slag won. Die dubbelslag leverde haar aan het einde van het jaar de uitverkiezing op van Duits Sportvrouw van het Jaar.
Twee jaar later werd Stockbauer opnieuw verkozen tot Duitslands beste sportster, nadat ze in de voorafgaande zomer drie gouden medailles had gewonnen bij de wereldkampioenschappen in Barcelona. Bij de Olympische Spelen in Athene (2004) kon ze de hooggespannen verwachtingen niet waarmaken: Stockbauer werd op zowel de 400 als de 800 meter vrije slag voortijdig uitgeschakeld. Wel won ze in Griekenland de bronzen medaille met de estafetteploeg op de 4x200 meter vrije slag.
- Gemeinsame Normdatei: 129287210
- International Standard Name Identifier: 0000 0000 1742 3596
- Virtual International Authority File: 72468155